# JJ72
JJ72 er et Indierock band fra Dublin,Irland, der blev dannet i 1999.
JJ72 udgav to albums på Lakota Records, der begge gik top-10 i Irland, og fik flotte anmeldelser.
Musikken var kendetegnet af forsanger Mark Greaneys stærke og følsomme vokal, akkompagneret af en nedbarberet form for alternativ rock.
Efter den meget positive modtagelse af debutalbummet, der overraskende solgte over en halv million eksemplarer, blev bandets andet album indspillet for et langt større budget med den berømte producer Flood (en). Dette album blev også en succes, men JJ72's faste bassist Hilary Woods forlod gruppen efterfølgende og blev udskiftet med Sarah Woods. Gruppens 3. album blev aldrig færdiggjort, da JJ72 gik i opløsning i 2006.

## Diskografi
- JJ72 (2000)
- I to sky (2002)

## Medlemmer
- Mark Greaney: guitar, vokal og piano
- Fergal Matthews: Trommer og percussion
- Hilary Woods: Bas

1. ↑  "JJ72: I To SKy - Anmeldelse - GAFFA.dk". Arkiveret fra originalen 11. marts 2016. Hentet 14. december 2012.